# Documenta
Documenta er en udstilling af moderne kunst og samtidskunst, der finder sted hvert 5. år i Kassel i det nordlige Hessen i Tyskland. Den blev grundlagt af kunstneren, underviser og kurator Arnold Bode i 1955, som en del af Bundesgartenschau i Kassel. Den udstillede mange kunstnere, der anses for at have haft en betydelig indflydelse på moderne kunst som Pablo Picasso og Vasilij Kandinskij.
De nyere documenta viser kunst fra alle kontinenter, det meste sted-specifikt. Hver documenta er begrænset til 100 dage og omtales som "museum på 100 dage". Documenta 14 fandt sted i 2017 og Dokumenta 15 var kurarteret af det indonesiske kunstnerkollektiv Ruangrupa i 2022.  
Documenta er en ukommerciel salgsudstilling. Den er ofte samtidig med tre andre store kunstbegivenheder: Venedig Biennalen, Art Basel og Skulptur Projekte Münster.
Danske kunstnere, der har deltaget i Documenta er Jens Haaning
Joachim Koester på Documenta X i 1997.
2012: Lea Porsager, Jakob Jakobsen og Tue Greenfort 
2022: Trampolinhuset 